# سبايدر-مان: ويب أوف فير
سبايدر-مان: ويب أوف فير (بالإنجليزية: Spider-Man: Web of Fire)‏ هي لعبة فيديو صدرت حصريا على الجهاز سيجا 32إكس في سنة 1996 فقط في أمريكا الشمالية ، تطوير لعبة من قبل بلوسكاي سوفتوير و نشرتها سيجا لعبة مقتبسة من مارفل كومكس لشخصية سبايدر-مان .
تم استخدام لعبة رسومات تصيير على محطات عمل سيليكون غرافيكس ، وذلك باستخدام لاقط الحركة التي تم التقاطها.

## وصلات خارجية
- The Amazing Spider-Man: Web of Fire على موبي غيمز